# ジョン・ハート (ラグビー指導者)
ジョン・ハート（John Hart, ONZM, 1946年？ - ）は、ニュージーランド出身のラグビー指導者。元ラグビーニュージーランド代表オールブラックスヘッドコーチ。

## 経歴
オークランド地区にてラグビー指導者として活躍する。オークランド州代表ヘッドコーチとして、1982年、1984年、1985年にはニュージーランド州代表選手権（NPC）優勝を果たす。オークランド州代表チームを「オールブラックスの次に強いチーム」に育て上げる。1987年のラグビーワールドカップにて、オールブラックスのアシスタントコーチに選ばれ、オールブラックス優勝に貢献する。同じくアシスタントコーチを務めたアレックス・ワイリーとの選考に敗れ、次期オールブラックスヘッドコーチに落選。新任のワイリーヘッドコーチの下、アシスタントコーチ就任を拒否したが、その後1991年のラグビーワールドカップにおいてワイリーとのオールブラックス共同コーチに就任。性格の合わないハートとワイリーはメディアの格好の標的にされる。オールブラックスはラグビーワールドカップ準決勝で敗退し3位に終わりワイリーは辞任する。ワイリーの後任としてオールブラックスヘッドコーチ候補になるもラウリー・メインズに敗れる。1995年開催のラグビーワールドカップ決勝戦にてオールブラックスは敗退。準優勝に終わりメインズは辞任する。後任ヘッドとして1996年にオールブラックスヘッドコーチに就任。オールブラックス選出経験のない指導者として同チーム初となるヘッドコーチに就任する。就任後は1996年から始まったトライネイションズで2年連続全勝優勝する。
1999年のワールドカップでは予選ラウンドを順調に通過するも、準決勝でフランスに敗れ、続く3位決定戦でも南アフリカに敗れ4位に終わる。大会終了後にヘッドコーチを辞任。1996年から1999年までのオールブラックスヘッドコーチとしての成績は41戦31勝9敗1分、勝率75.6%。
ニュージーランドの林業の大手企業、フレッチャー・チャレンジ・グループにビジネスマンとして30年間勤務した。ビジネスマンとしての経歴が長いラグビー指導者。自らのラグビー理論「PASS」を強調し「Pressure（圧力）」、「Accuracy（正確さ）」、「Support（支え合い）」、「Simplicity（簡潔さ）」の4つを基本とする戦術を信条とした。知将として高い評価を得るラグビー指導者。「単純なことを正確に」を基本とする正確なラグビーを展開した。
2007年に日本で開催された「JAPAN XV vs Classic All Blacks」ではクラシック・オールブラックスコーチとして来日している。
現在は、自身の経営するコンサルティング会社代表、ニュージーランドウォーリアーズ・ディレクター、スカイ・ネットワーク・テレビジョン理事などを務める。1997年にニュージーランド・メリット勲章（名誉）を授与された。